# Anathulea nigripectus
Anathulea nigripectus – gatunek błonkówki z rodziny Pergidae.

## Taksonomia
Gatunek ten został opisany w 1942 roku przez René Malaise. Jako miejsce typowe podano brazylijski stan Santa Catarina. Syntypem był samiec. 

## Zasięg występowania
Ameryka Południowa, znany jedynie ze stanu Santa Catarina w płd. Brazylii.